# Santa Veneria
Veneria (Catania, ... – Catania, 304) è stata, secondo la tradizione cristiana, una martire che la Chiesa cattolica considera santa.

## Agiografia e culto
Nel martirologio di San Gerolamo si legge che con sant'Euplio furono martirizzate Veneria e Nericia, vergini catanesi. In altri martirologi Veneria è chiamata Veracia.
I redattori degli atti di sant'Euplio non fanno menzione delle due martiri, quindi si dubita che furono martirizzate insieme al santo.
Secondo alcuni storici, il martire subì due interrogatori: il primo il 29 aprile del 304, l'altro il 12 agosto dello stesso anno. Quindi, secondo quanto detto sopra, l'ipotesi più accreditata sarebbe quella che le due vergini catanesi furono martirizzate probabilmente il 29 aprile del 304, anziché il 12 agosto, oppure, sempre secondo gli storici antichi, le due sante subirono il martirio a Catania il 12 agosto ma di un anno diverso del martire Euplio.